# 1,3,5-Triisopropylbenzol
1,3,5-Triisopropylbenzol ist eine chemische Verbindung aus der Gruppe der aromatischen Kohlenwasserstoffe.

## Gewinnung und Darstellung
1,3,5-Triisopropylbenzol kann durch Alkylierung von Benzol und Propylen unter Verwendung ionischer Flüssigkeiten als Katalysator synthetisiert werden.

## Eigenschaften
1,3,5-Triisopropylbenzol ist eine brennbarer schwer entzündbare, farb- und geruchlose Flüssigkeit, die praktisch unlöslich in Wasser ist.

## Verwendung
1,3,5-Triisopropylbenzol wird als Kraftstoff und Kraftstoffzusatzstoff, in Schmiermitteln und Schmiermitteladditiven verwendet. Außerdem wird es bei der Herstellung von 2,4,6-Triisopropylbenzolsulfonylchlorid und Phloroglucin verwendet. Es dient auch als Quellmittel bei der Synthese von mesoporösem Siliciumdioxid mit zweidimensionalen hexagonalen Poren. Darüber hinaus wird es als Mizellenexpander bei der Synthese von magnetischen mesoporösen Siliciumdioxid-Nanopartikeln verwendet.

## Externe Links zu erwähnten Verbindungen
1. ↑  Externe Identifikatoren von bzw. Datenbank-Links zu 2,4,6-Triisopropylbenzolsulfonylchlorid:  CAS-Nr.: 6553-96-4, EG-Nr.: 229-479-6, ECHA-InfoCard: 100.026.800, PubChem: 81042, ChemSpider: 73115, Wikidata: Q72513624.